# Produit (comptabilité)
Pour les articles homonymes, voir Produit.
En comptabilité, un produit désigne une opération qui a pour conséquence l'augmentation du patrimoine de l'entreprise .
Tout produit doit être imputé à un exercice comptable. Il est inscrit dans la partie droite du compte de résultat. Ce terme est le symétrique de charge.

## Enjeux des produits en comptabilité
L'entreprise est traversée en cas de vente par des flux réels (de biens et services) en contrepartie de flux financiers (comptables, juridiques, ou monétaires). Le terme de produit permet de valoriser l'augmentation du patrimoine. Ils sont relatifs à une période comptable et doivent être distingués des recettes qui sont des flux de trésorerie (les encaissements qui ne correspondent pas toujours à cet exercice).
De la comptabilisation des produits se déduit le résultat de l'entreprise. Les produits moins les charges sont égaux au résultat (bénéfice ou perte) trouvé au compte de résultat et au bilan.

## Comptabilisation des produits

### Caractéristiques communes
Les flux de produits s'enregistrent au débit ou au crédit en fonction de la situation rencontrée dans l'entreprise :
| Flux au débit (emploi)       | Flux au crédit (ressource) |
| ---------------------------- | -------------------------- |
| Diminution de produit (rare) | Augmentation de produit    |

L'augmentation de produit est généralement une vente ou une cession (dans ce dernier cas nous parlons de produit exceptionnel). Une diminution de produit est par exemple un retour de marchandises vendues.

### Spécificité selon le plan comptable français et belge

#### Fonctionnement du compte de produit
En France tous les produits ont un compte qui commence par 7 (comptes de gestion).
| Compte | Intitulé               | Débit | Crédit |
| ------ | ---------------------- | ----- | ------ |
| ..     | Contreparties diverses | ...   |        |
| 7..    | Produit                |       | ...    |
| 4..    | TVA collectée          |       | ...    |

Les produits peuvent relever de trois catégories classées par nature : les produits d'exploitation (comptes 71 à 75), les produits financiers (compte 76 en France, 75 en Belgique) et les produits exceptionnels (compte 77 en France, 76 et + en Belgique).

#### Comptabilisation des produits à recevoir
Si une facture aurait dû vous parvenir à la clôture, il faut la comptabiliser et l'extourner au premier jour de l'exercice suivant. La contrepartie du produit est un compte de tiers (418 en France).

### Spécificité selon les normes internationales
Un produit constitue une augmentation d'avantages économiques, intervenue au cours de l'exercice, ayant pour conséquence l'augmentation des actifs.
L'IAS a interdit l'utilisation du résultat exceptionnel et donc des produits exceptionnels.